# Horses (album)
 For alternative betydninger, se Horses. (Se også artikler, som begynder med Horses)
Horses er den amerikanske sanger og musiker Patti Smiths debutalbum, udgivet i november 1975. Horses er produceret af John Cale og indeholder en række innovative, originale kompositioner og radikale bearbejdninger af ældre numre af andre kunstnere. Således er "Land" en bearbejdning af Chris Kenners "Land of a Thousand Dances", og "Gloria" en fortolkning af Van Morrisons klassiker blandet med Smiths egen poesi. Sangen "Birdland" bygger på bogen "A Book of Dreams" (1973), en biografi af Wilhelm Reich.
Albummets cover foto er et markant fotografi af Patti Smith taget af hendes ven Robert Mapplethorpe. På tidskiftet Rolling Stones liste over de 500 bedste rockalbum er Horses placeret som nummer 44.

## Musikken
Forud for indspilningen af Horses havde Smith etableret sig som en kult-favorit på New Yorks klubscene, bl.a. på klubben CBGB. Hun var en stor fan af flere af 60'ernes rocknavne, bl.a. Jimi Hendrix, Brian Jones fra The Rolling Stones og Jim Morrison, af Motown med bl.a. Smokey Robinson og af jazznavne som John Coltrane.
Albummets åbningsnummer er en en radikal fortolkning af det klassiske Them nummer Gloria med elementer af Smiths egen poesi. Den første linje i Smiths version lyder "Jesus died for somebody's sins but not mine", en sætning der er hyppigt citeret og er kommet til at stå som emblematisk for både Horses og hele Smiths musik. Nummeret er et af flere der er solidt forankret i Smiths rock-inspiration (bl.a. i sin brug af poesi) og samtidig er et nybrud, som peger frem mod punk-musikken med sin energi og forkastelse af 70'ernes forfinede, komponerede rockmusik.
Et nummer som "Birdland" er mere jazz-inspireret med sin frie, improviserede form. Horses er optaget i Electric Lady Studios, og Smith har sagt at hun forestillede sig at Jimi Hendrix ånd vågede over hende under optagelserne.
Flere af teksterne på Horses er ligesom Smiths poesi stærkt personlige. Flere er inspireret af Smiths forhold til sin familie ("Redondo Beach", "Free Money", "Kimberly"), mens andre trækker på Smiths kunstneriske idoler ("Break It Up", "Elegie", "Land").
Ud over Smiths faste band "Patti Smith Group" optræder der på Horses en række gæster, bl.a. Tom Verlaine (fra Television, et andet CBGB kult band) og Allen Lanier fra Blue Öyster Cult. Smith havde forhold til begge i 70'erne, hvilket hun udforsker i sangen "We Three" fra Easter (hendes tredje album).

## Indflydelse og betydning
Horses har haft stor indflydelse på rockens udvikling, selvom den havde begrænset kommerciel succes.
Smith ses ofte som en tidlig pioner for punkmusik. William Ruhlman fra Allmusic har sagt, at "det ikke er svært at argumentere for, at Patti Smith er punkens stammoder på baggrund af Horses". David Antrobus fra PopMatters har Horses som sit favorit-album og siger at det har forandret hans liv. Michael Stipe købte Horses i gymnasiet og har sagt, at det "rev hans lemmer af og satte dem på igen på en ny måde". Morrissey og Johnny Marr var begge meget optaget at Horses; Den tidlige The Smiths sang The Hand that Rocks the Cradle" er en bearbejdning af "Kimberly".
Horses optræder på en lang række "de bedste rockalbum"-lister. Den er nummer 44 på Rolling Stones liste over de 500 bedste album. Mojo Magazine udnævnte den i 1995 til det tiende bedste album nogensinde. VH1 udnævnte den i 2001 som nummer 28 på deres liste over alle tiders bedste album.

## Horses/Horses
I 2005 udsendte Smith dobbelt-CD'en Horses/Horses i anledning af 30-års jubilæet for det originale album. Den ene CD indeholder en remastered udgave af det originale album, den anden en liveoptagelse af alle numrene fra albummet, i samme rækkefølge som på originalen. Liveoptagelsen blev foretaget i forbindelse med en "30th Anniversary" koncert. Michael Balzary (Flea) fra Red Hot Chili Peppers spiller bas på denne optagelse.

## LP-numre
Side 1:
1. "Gloria:" – 5:56
"In Excelsis Deo" (Smith)
"Gloria" (Van Morrison)
2. "Redondo Beach" (Smith, Richard Sohl, Lenny Kaye) – 3:26
3. "Birdland" (Smith, Sohl, Kaye, Ivan Kral) – 9:15
4. "Free Money" (Smith, Kaye) – 3:51
Side 2:
1. "Kimberly" (Smith, Allen Lanier, Kral) – 4:26
2. "Break It Up" (Smith, Tom Verlaine) – 4:04
3. "Land:" – 9:25
"Horses" (Smith)
"Land of a Thousand Dances" (Chris Kenner, Antoine Domino)
"La Mer(de)" (Smith)
4. "Elegie" (Smith, Lanier) – 2:56

### Bonus nummer (1996 CD-genudgivelse)
9. "My Generation" (Live) (Pete Townshend) – 3:17  optaget The Agora, Cleveland, 26. januar 1976

### Bonus CD (Horses/Horses – 30th Anniversary edition)
1. "Gloria" (Live, Royal Festival Hall, London) – 7:01
2. "Redondo Beach" (Live, Royal Festival Hall, London) – 4:29
3. "Birdland" (Live, Royal Festival Hall, London) – 9:52
4. "Free Money" (Live, Royal Festival Hall, London) – 5:29
5. "Kimberly" (Live, Royal Festival Hall, London) – 5:28
6. "Break It Up" (Live, Royal Festival Hall, London) – 5:24
7. "Land" (Live, Royal Festival Hall, London) – 17:35
8. "Elegie" (Live, Royal Festival Hall, London) – 5:08
9. "My Generation" (Live, Royal Festival Hall, London) – 6:59

## Medvirkende

### Medlemmer af Patti Smith group
- Patti Smith – guitar, sang
- Richard Sohl – piano
- Lenny Kaye – lead guitar
- Ivan Kral – guitar, bas, sang på nummer 8
- Jay Dee Daugherty – trommer

### Yderligere medvirkende
- John Cale – produktion, bas på et bonusnummer på CD-udgivelse, 1996
- Tom Verlaine – guitar på "Break It Up"
- Allen Lanier – guitar på "Elegie"
- Robert Mapplethorpe – fotografi (omslag)
- Richard Aaron – fotografi
- Frank d'Augusta – assisterende tekniker
- Danny Fields – fotografi
- Bernie Kirsh – Optagelsestekniker
- Bob Ludwig – mastering
- Bob Irwin – mastering
- Vic Anesini – mastering
- Bob Heimall – design
- Edie Baskin – fotografi
- Sherri Whitmarsh – design
- Bob Gruen – fotografi
- Chuck Krall – fotografi